# Condado de Hancock (Illinois)
El condado de Hancock (en inglés: Hancock County), fundado en 1825, es uno de 102 condados del estado estadounidense de Illinois. En el año 2000, el condado tenía una población de 20 121 habitantes y una densidad poblacional de 10 personas por km². La sede del condado es Carthage. El condado recibe su nombre en honor a John Hancock.

## Geografía
Según la Oficina del Censo, el condado tiene un área total de 2110 km² (814,7 mi²), de la cual 2058 km² (794,6 mi²) es tierra y 52 km² (20,07722007722 mi²) (2.45%) es agua.

### Condados adyacentes
- Condado de Henderson (noreste)
- Condado de McDonough (este)
- Condado de Schuyler (sureste)
- Condado de Adams (sur)
- Condado de Lewis, Misuri (suroeste)
- Condado de Clark, Misuri (oeste)
- Condado de Lee, Iowa (noroeste)

## Demografía
Según la Oficina del Censo en 2000, los ingresos medios por hogar en el condado eran de $36 654, y los ingresos medios por familia eran $44 457. Los hombres tenían unos ingresos medios de $31 095 frente a los $20 680 para las mujeres. La renta per cápita para el condado era de $17 478. Alrededor del 8.30% de la población estaban por debajo del umbral de pobreza.

## Transporte

### Autopistas principales
- U.S. Route 136
- Ruta de Illinois 9
- Ruta de Illinois 61
- Ruta de Illinois 94
- Ruta de Illinois 96
- Ruta de Illinois 336

## Municipalidades

### Ciudades
- Augusta
- Basco
- Bentley
- Bowen
- Carthage
- Dallas City (parcialmente en el condado de Henderson)
- Elvaston
- Ferris
- Fountain Green
- Hamilton
- La Harpe
- Nauvoo
- Plymouth
- Pontoosuc
- Warsaw
- West Point

### Áreas no incorporadas
- Adrian
- Burnside
- Colmar
- Colusa
- Denver
- La Crosse
- McCall
- Niota
- Stillwell
- Sutter
- Webster

### Municipios
El condado de Hancock está dividido en 25 municipios:
| - Appanoose - Augusta - Bear Creek - Carthage - Chili | - Dallas City - Durham - Fountain Green - Hancock - Harmony | - La Harpe - Montebello - Nauvoo - Pilot Grove - Pontoosuc | - Prairie - Rock Creek - Rocky Run - St. Albans - St. Mary's | - Sonora - Walker - Warsaw - Wilcox - Wythe |  |